# نیدیدیای

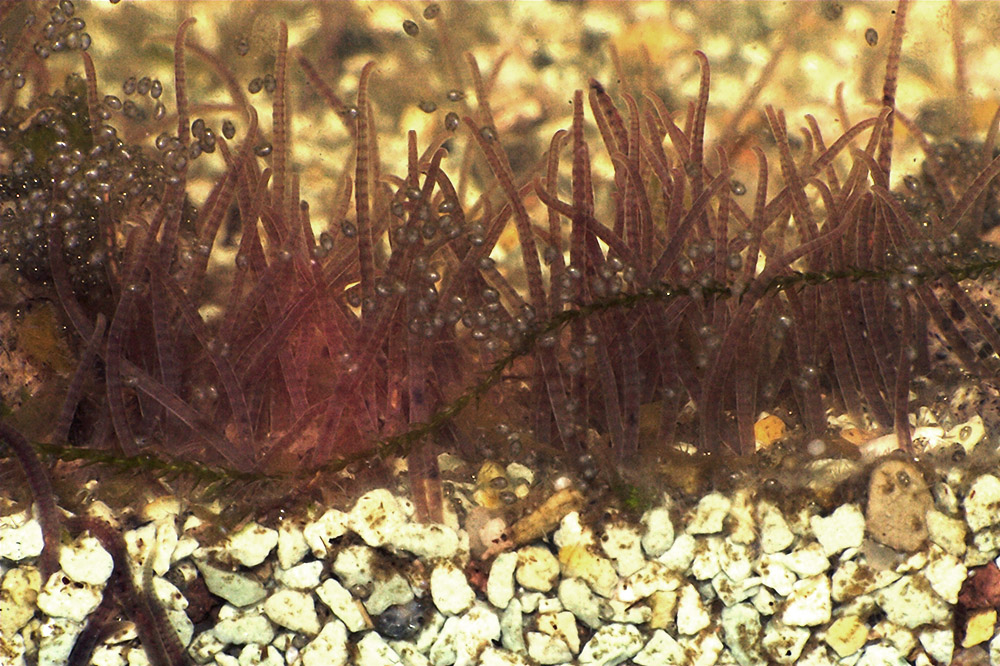

نیدیدیای یا دیتریوس یا کرم ریز ریز (شامل خانواده قبلی توبیفیسیدای) خانواده‌ای از کرم‌های کمربندبه‌تنان مانند کرم لجن، کرم لجن هستند. آنها اجزای کلیدی جوامع اعماق دریای بسیاری از اکوسیستم‌های آب شیرین و دریایی هستند. در آکواریوم‌های آب شیرین ممکن است آنها را به عنوان کرم‌های ریز ریز (دیتریوس) نام ببرند.

## شرح
اندازه این کرم‌ها بسته به زیرخانواده می‌تواند از سانتی‌متر تا میلی‌متر متفاوت باشد. همه آنها هرمافرودیت هستند و فاقد مرحله لاروی هستند.

## طبقه‌بندی
تجزیه و تحلیل توالی‌های آران‌ای ریبوزومی ۱۸اس نشان داد که خانواده سنتی توبیفیسیدای تک‌تبار نیستند، با دیتریوس که به‌طور سنتی محدود شده‌اند در گونه‌های توبیدیسید تودرتو هستند. برای جلوگیری از پیراتبار، گونه‌های naidid و tubificid در یک خانواده ترکیبی گنجانده شدند که نام دیتریوس را به خود اختصاص دادند زیرا طبق قوانین بین‌المللی نام‌گذاری جانورشناسی به عنوان مترادف اصلی توبیفیسیدای اولویت دارد. پیشنهادی به کمیسیون بین‌المللی نام‌گذاری جانورشناسی برای سرکوب دیتریوس، زیرا "tubificids" گروه شناخته‌شده‌تری از این دو هستند، رد شد.
خانواده دیتریوس به شش زیرخانواده تقسیم می‌شود که در اینجا به ترتیب تبارزایی فرضی مرتب شده‌اند:
- Tubificinae Eisen، 1879، حاوی (در میان دیگران) جنس کرم‌های لجن برکه
- Naidinae Ehrenberg، 1828
- Telmatodrilinae Eisen، 1879
- Limnodriloidinae Erséus، 1982
- Phallodrilinae Brinkhurst، 1971
- Pristininae Lastočkin، 1921، اغلب در Naidinae گنجانده شده‌است
- Rhyacodrilinae Hrabě، 1963

## حضور در آکواریوم
در یک آکواریوم، تعداد دیتریوس می‌تواند به سرعت افزایش یابد. هنگامی که جمعیت آنها زیاد می‌شود، کرم‌ها برای دسترسی به غلظت‌های بالاتر اکسیژن به سمت سطح آب مهاجرت می‌کنند. اگرچه کرم‌های ریزه‌ای ممکن است به ماهی‌های آکواریوم آسیبی وارد نکنند، اما ظاهر آن‌ها نشانه‌ای از کیفیت پایین آب است که عمدتاً به دلیل تغذیه بیش از حد و عدم رعایت بهداشت مناسب آب است.
بهبود کیفیت آب، فیلتراسیون، تمیز کردن شن، و کاهش تغذیه، ممکن است برای بازگرداندن جمعیت کرم‌های ریزش به حالت عادی انجام شود. کرم‌های ریزه‌ای از غذا و مواد زائد اضافی تغذیه می‌کنند و در نتیجه به اکوسیستم آکواریوم کمک می‌کنند.